# Restart (álbum de Newsboys)
| Críticas profissionais | Críticas profissionais |
| Avaliações da crítica  | Avaliações da crítica  |
| Fonte                  | Avaliação              |
| ---------------------- | ---------------------- |
| allmusic               | [ 1 ]                  |
| Jesus Freak Hideout    | [ 2 ]                  |

Restart é o décimo sexto álbum de estúdio da banda de Pop Rock Newsboys, lançado em 10 de setembro de 2013.
No Brasil, o álbum foi distribuído pela gravadora CanZion.

## Faixas
1. That's How You Change The World
2. Restart
3. Love Like I Mean It
4. Live With Abandon
5. Go Glow
6. That Home
7. Disaster
8. Fishers Of Men
9. One Word
10. Enemy
11. We Believe
12. Overflow (Deluxe Edition)
13. Man On Fire (feat. Kevin Max) (Deluxe Edition)
14. God Is Moving (Deluxe Edition)
15. The Living Years (feat. Kevin Max) (Deluxe Edition)
16. Stronger (Deluxe Edition)

## Banda
- Michael Tait - vocal
- Jody Davis - guitarra, vocal
- Jeff Frankenstein - teclado, baixo, vocal
- Duncan Phillips - bateria, percussão